# رابرت تروهیو
رابرتو آگوستین میگل سانتیاگو ساموئل تروهیو وراکروز (انگلیسی: Roberto Agustín Miguel Santiago Samuel Trujillo Veracruz؛ زادهٔ ۲۳ اکتبر ۱۹۶۴) موسیقی‌دان آمریکایی است که از سال ۲۰۰۳ نوازندهٔ گیتار بیس گروه هوی متال متالیکا بوده است. او پیش از پیوستن به متالیکا با هنرمندانی هم‌چون آزی آزبورن، جری کنترل، زک وایلد و مایک میور همکاری داشته است. نام او در سال ۲۰۰۹ به عنوان عضو متالیکا به تالار مشاهیر راک اند رول راه یافت.

## زندگی‌نامه
رابرت تروهیو در ۲۳ اکتبر ۱۹۶۴ در سانتا مونیکا کالیفرنیا متولد شد. کودکی او در حالی سپری شد که محرومیت از مهر خانواده تأثیر شگرف بر روی او گذاشته بود، او بیشتر به همراه پدرش که جدا از مادرش زندگی می‌کرد، به «کولور سیتیدر» آنسوی کالیفرنیا مهاجرت کرد و بیشتر وقت خودش را پسر عموهایش که نوازنده گروه‌های محلی بودند گذراند. علاقه پدرش به گروه رولینگ استونز او را با موسیقی آشنا کرد سپس از طریق یکی از پسر عموهایش با» بلک ساباث «آشنا شد و موسیقی متال اولین جرقه‌ها را در زندگی او زد.. در ۱۵ سالگی به همراه پدرش به» مار ویستاً شهر کوچکی در کنار مرز مکزیک مهاجرت کرد و در آنجا به یک مدرسه موسیقی آموزش جاز فرستاده شد ولی همچنان عشق به موسیقی متال در وجود او شعله‌ور بود. در ۱۹ سالگی و از طریق یکی از دوستانش به نام «جورج راکی» با «مایک مویر» مؤسس گروه «سویسایدال تندنسیز» آشنا شد. بعد از چند سال نیز وقتی مایک گروه سویسایدال تندنسیز «را پایه‌گذاری کرد رابرت به عنوان اولین بیسیت به او پیوست. بعد از مدتی مایک مویر گروه دیگری به نام»Infectious Grooves «را در کنار گروه قبلی تأسیس کرد و راب نیز در همان گروه با مایک همراه شد. در سال ۱۹۹۳ گروه»سویسایدال تندنسیز «بعد از ارائه آلبومی موفق که با تحسین منتقدین همراه بود به عنوان گروه حمایتگر متالیکا در تور»Nowhere else to roam ۹۳" انتخاب شد و اولین دیدار راب با اعضای متالیکا صورت گرفت.
خب ما رو مدیر تور انتخاب کرده یادمه توی اجرای اول در «کالامازو» میامی وقتی منتظر بودیم تا گپی با اعضای گروه بزنیم با خودم می‌گفتم حالا چهار مرد مغرور میان و میگن «هی شما افتخار اینو دارید که با ما باشید، خوشحالید نه؟» ولی اونها خیلی راحت اومدند و با همه مون دست دادند و آزمون تشکر هم کردند. تأثیر خیلی خوبی داشت دیدار اول.
راب - مجله متال همر -۲۰۰۹
راب در ادامه و در تور «Shit hits the Sheds» در سال ۱۹۹۴ نیز به همراه گروه «سویسایدال تندنسیز» در نقش گروه حمایتگر متالیکا را همراهی نمود. تا اینکه در سال ۱۹۹۵ راب به دلیل بعضی اختلاف‌ها با مایک مویر از گروه جدا شد.
راب دو سال بعد را به فعالیت‌های انفرادی موسیقی گذراند و با هیچ گروهی همکاری نکرد تا اینکه در سال ۱۹۹۷ وی به همراه «گلن تیپتون» گیتاریست سابق گروه «Judas Priest» در انتشار آلبوم تکنفره وی به نام «Baptizm of Fire» همکاری کرد. راب در سه ترک آلبوم یعنی «Hard Core» و «Paint it Black» (به همراه میک یاگر خواننده رولینگ استون) و آهنگ «Voodoo Brother» با وی همکاری نمود و بدین ترتیب شایستگی‌هایش را به عنوان یک بیسیست حرفه‌ای به نمایش گذاشت.
بعد از انتشار این آلبوم نام راب دوباره بر سر زبانها افتاد و این بار «آزی آزبورن» پیرمرد تمام نشدنی متال از او برای همکاری با خود دعوت کرد. راب و آزی از سال ۱۹۹۶ تا ۲۰۰۰ را در تورهای سراسری و معروف آزی یعنی "Ozzfest" گذراندند تا اینکه در سال ۲۰۰۱ اولین همکاری راب با آزی در آلبوم «Dawn to Earth» پدیدار شد. البته راب در نوشتن تنها سه آهنگ دخالت داشت ولی همین مسئله نیز باز مهر تأییدی بود بر تواناییهای او.
همکاری راب با آزی نیز در سال ۲۰۰۲ خاتمه یافت و وی از آزی جدا شد.
خب من توی انتخابهام همیشه اینو در نظر داشتم که گروهی که باهاش همکاری می‌کنم باعث بشه تا من چیزی رو یاد بگیرم و سطح نوازندگی ام از قبل پیشرفت کنه تو انتخاب آزی هم همین مسئله بود اون خیلی بهم کمک کرد ولی می‌دونید آزی شخصیت عجیبی داره اون یه روز پیشنهادها و قبول می‌کنه فردا میگه مزخرفه دو ماه بعد میگه: هی راب اون ریفت بود یادته؟ (با خنده) همین مسئله اذیتم می‌کرد البته اینو باید تأکید کنم که آزی خیلی چیزها بمن یاد داد.
راب در گفتگو با مجله رولینگ استون ۲۰۰۳
راب بعد از جدایی از آزی در دو آلبوم مختلف با دو هنرمند دیگر همکاری کرد. ابتدا در آلبوم «۱۹۱۹ Eternal» با گروه معروف «Black Label Society» و دوستش «زک وایلد» و سپس در آلبوم «Degradetin trip» به همراه «جری کانترل» گیتاریست سابق گروه «Alice In Chains».
راب در متالیکا: همه چیز در دستان من است!
متالیکا در آن روزها پس از پشت سر گذاشتن ماه‌های سخت و حساس به یک ساحل آرامش موقت رسیده بود، ولی برای پشت سر گذاشتن کامل بحران نیاز داشت که عضو چهارم گروه که به صورت موقت «باب راک» تهیه‌کننده گروه جای آن را پرکرده بود توسط یک بیسیست جدید کامل شود. پس گروه تلاش برای یافتن بیسیست جدید را از دسامبر ۲۰۰۲ آغاز کرد، تا اینکه سرانجام در ۲۵ فوریه ۲۰۰۳ رسماً اعلام شد که «رابرت تروخیلو» به عنوان بیسیست جدید به خانواده متالیکا پیوسته‌است.
درسته که برای ما انتخاب یک بیسیست خوب در اولویت است ولی ما می‌خواهیم که عضو چهارم خانواده رو انتخاب کنیم نه فقط یک بیسیست صرف. راب برای ما نقش همان عضو چهارم را داشت.
بیانیه رسمی گروه در مورد انتخاب راب - ۲۰۰۳
یادمه وقتی اولین اجرا رو با راب انجام دادیم و از استودیو اومدم بیرون باب (راک) منو دید و گفت:واو… صدای بیسش مثله اینه که یه بوئینگ ۷۴۷ می‌خواد تیک آف کنه.. واقعاً اون حسی که اجرای اول با راب داشت بی‌نظیر بود.
لارس الریک - ۲۰۰۳
دستمزد یک میلیون دلاری در بدو پیوستن به گروه و درآمد میلیون دلاری در خلال برگزاری تور با متالیکا باعث شد تا راب به ثروت هنگفتی برسد ولی هنوز هضم او به عنوان جایگزین جیسون برای هواداران کمی سخت بود، ولی این فشارها نیز مانع او نشد و تأثیر او بر گروه خیلی زود هویدا شد، گروه اهنگهای زیادی را که مدت‌ها بود اجرا نمی‌کرد در ست لیست خود قرار داد از جمله آهنگ ماندگار و تکرار نشدنی "Orion".
اما تأثیر راب بیشتر در زمان انتشار آلبوم Death Magnetic به چشم آمد جایی که صدای بیس قدرتمندش در تمامی آهنگ‌ها به خوبی قابل لمس بود. وی در نوشتن تمامی آهنگ‌ها شرکت داشت و از این حیث از جیسونی که در ۱۵ سال حضور خود فقط در ۳ آهنگ مشارکت کرده بود پیشی گرفت.
بهر حال راب با متالیکا روزهای خوبی را می‌گذراند، روزهایی که دیگر هم به عنوان بیسیست و هم به عنوان یک عضو ثابت در گروه جا افتاده‌است. هم برای طرفداران و هم برای خودش.

## زندگی خصوصی
راب در سال ۱۹۹۹ و در جریان تور با آزی آزبورن در فرانسه با یک نقاش، موزیسن، طراح و نویسنده فرانسوی به نام «Chloe Barthelmey» آشنا شد که این آشنایی در سال ۲۰۰۳ با یک مراسم ساده به ازدواج ختم شد.

## گیتار
کلو در سال ۲۰۰۷ بیسی به نام «آزتک» را با الهام گرفتن از فرهنگ سلسله آزتک (سلسله‌ای سرخپوستی در آمریکای جنوبی) برای راب طراحی کرد.